# Vía del Pacífico
La Vía del Pacífico o Troncal del Pacífico (E15) es una carretera de Ecuador que atraviesa las provincias de Esmeraldas, Manabí y Santa Elena. Esta troncal es también conocida como Ruta del Sol a lo largo de su tramo por la provincia de Santa Elena, y como Ruta del Spóndylus a lo largo de su recorrido por las Provincias de Esmeraldas y Manabí. Su nombre se debe a que gran parte de su recorrido bordea el océano Pacífico.

## Recorrido

### Provincia deEsmeraldas
La Troncal del Pacífico (E15) se inicia en la frontera con Colombia en el Puente Internacional Mataje, en la provincia de Esmeraldas. En su inicio, la trazado de la troncal no bordea la costa. A la altura de San Lorenzo, al norte de la Provincia de Esmeraldas, la troncal conecta con la Transversal Fronteriza (E10) que conecta con San Lorenzo al oeste y con Ibarra (Provincia de Imbabura al oeste). 
Pasando el área de San Lorenzo, la troncal empieza a bordear la costa pasando por la ciudad de Esmeraldas y por las localidades de Atacames y Súa. En Esmeraldas, la ruta enlaza con el inicio de la Transversal Norte (E20) que la conecta con Santo Domingo en la Provincia de Santo Domingo de los Tsáchilas y con la capital de la República, Quito, en la Provincia de Pichincha. A la altura de la localidad de Súa, la carretera toma dirección sur alejándose momentáneamente de la costa hasta la localidad de Pedernales en la Provincia de Manabí. 

### Provincia deManabí
A partir de Cojimíes, en la Provincia de Manabí, la Troncal del Pacífico (E15) vuelve a bordear la costa pasando por la localidad costera de Jama y las ciudades costeras de Bahía de Caráquez y Manta. En Manta, la troncal conecta con la Transversal Central (E30) enlazándola con Portoviejo (Provincia de Manabí) y con Latacunga (Provincia de Cotopaxi), las dos al este. Al sur de Manta el trayecto de la Troncal del Pacífico (E15) la lleva por las localidades Manabitas de Puerto Cayo y Puerto López.

### Provincia deSanta Elena
Una vez en la Provincia de Santa Elena, la Troncal del Pacífico (E15) atraviesa un sinnúmero de poblaciones y localidades costeras de alto atractivo turístico como Ayampe, Olón, Montañita, Ayangue, Ballenita, etc. A la altura de la ciudad de Santa Elena, la troncal se une con la Transversal Austral (E40). La ruta combinada, que lleva la denominación E15/E40, se extiende en sentido suroeste hasta culminar en la ciudad de Salinas en el extremo oeste de la Punta de Santa Elena (Punto más occidental del Ecuador continental).

## Concesiones
El tramo de la Troncal del Pacífico (E15) entre la ciudad de Manta y la localidad de Rocafuerte está concesionado al consorcio privado CONVIAL (integrado por las empresas Hidalgo e Hidalgo S.A. y Verdú S.A.) por lo que es necesario el pago de peajes a lo largo de su recorrido.

## Localidades destacables
- Puente Internacional Mataje, Esmeraldas
- San Lorenzo, Esmeraldas
- Rioverde, Esmeraldas
- [[Archivo:|20x20px|border|Bandera de Esmeraldas (Ecuador)]] Esmeraldas, Esmeraldas
- Atacames, Esmeraldas
- Muisne, Esmeraldas
- Pedernales, Manabí
- Jama, Manabí
- San Vicente, Manabí
- Bahía de Caráquez, Manabí
- Jaramijó, Manabí
- [[Archivo:|20x20px|border|Bandera de Manta]] Manta, Manabí
- Puerto López, Manabí
- [[Archivo:|20x20px|border|Bandera de Santa Elena (Ecuador)]] Santa Elena, Santa Elena
- La Libertad, Santa Elena
- Salinas, Santa Elena

## Imágenes

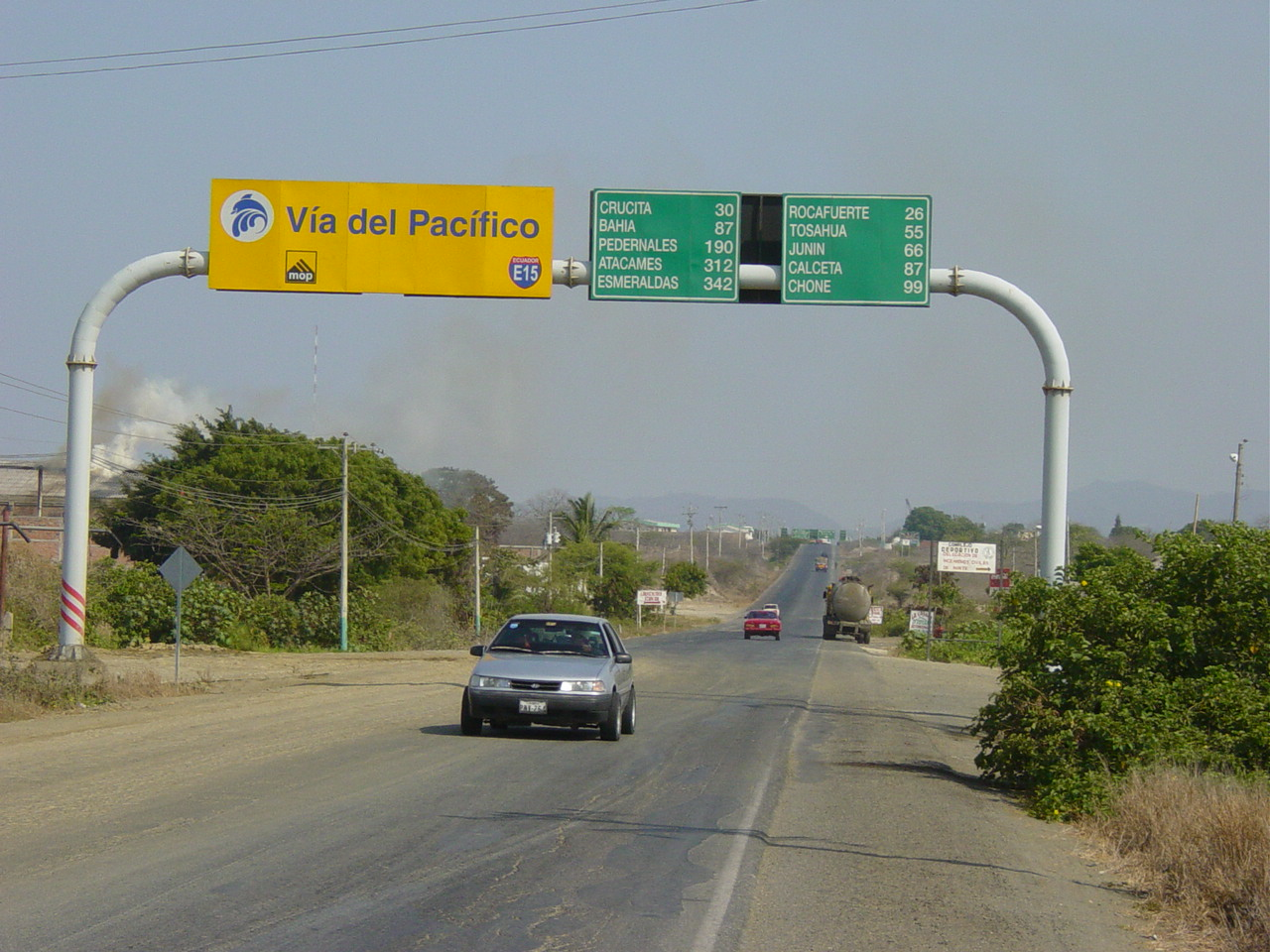
E35 Manta-Bahía de Caráquez

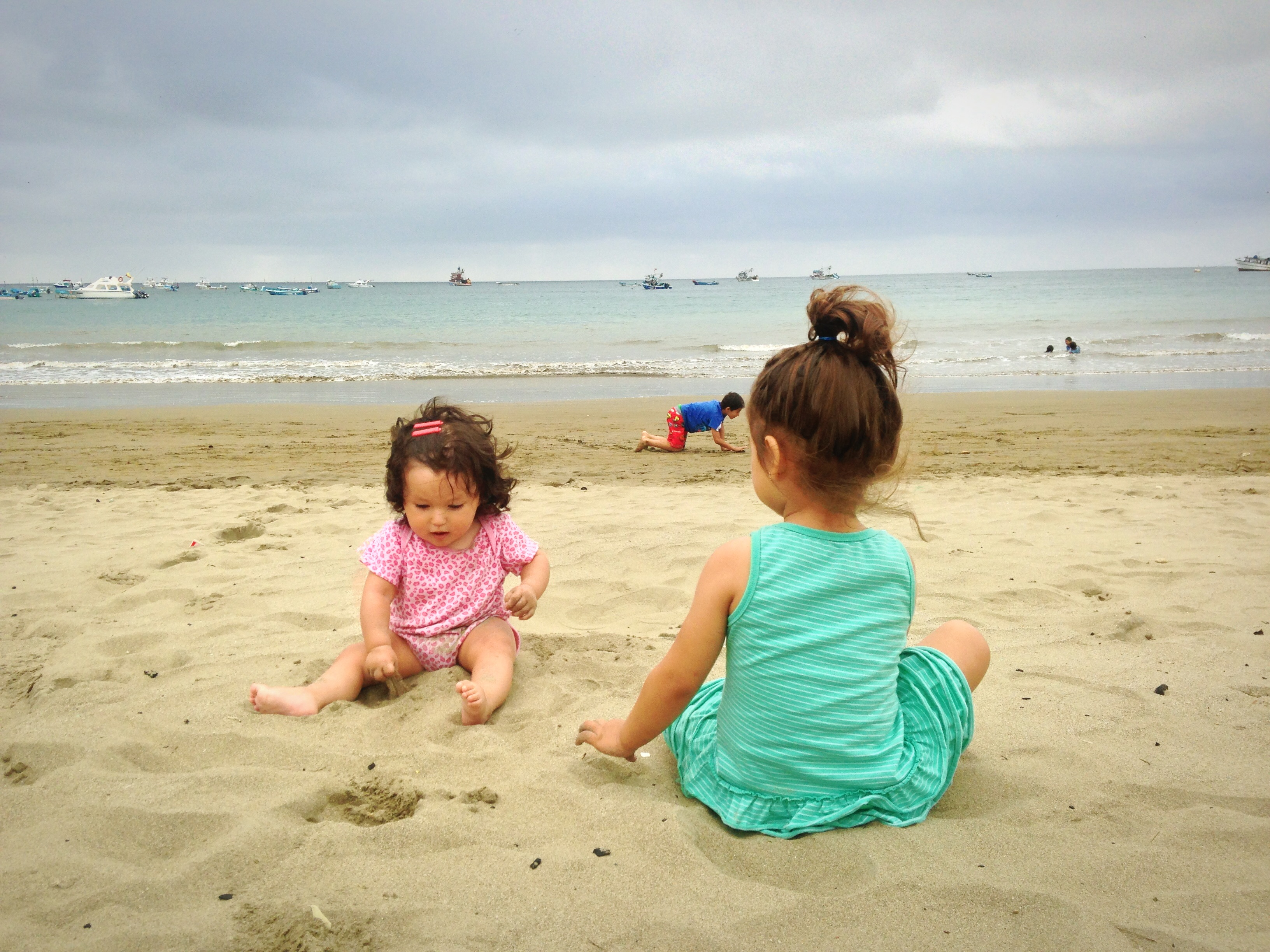
Niñas jugando en playa de Puerto López